# Château de Montaigle
Les ruines de la forteresse médiévale de Montaigle sont situées dans le village belge de Falaën (commune de  Onhaye) en Wallonie, dans la province de Namur. Le château se dresse sur un éperon rocheux dominant la vallée de la Molignée d'un côté et du Flavion de l'autre. 

## Historique

### Origines
Le site connaît dès le Bas Empire, une première fortification gallo-romaine de type éperon barré. Nous sommes alors au IIIe siècle. Le château-fort médiéval apparut vers l'an 900. Il fut érigé par les seigneurs de Faing, dont le nom, apparu pour la première fois dans un document officiel en 1050 en même temps que celui du château. Le dernier seigneur de cette lignée, Thierry VIII de Faing léga le château à sa mort en 1218 à sa fille Héluide, qui épousa Gilles de Walcourt, seigneur de Rochefort. Le château fut ensuite racheté en 1298 par Gui de Dampierre, Comte de Flandre et Marquis de Namur. 
C'est au XIVe siècle qu'a lieu la dernière phase de modification du château et qu'il prend l'apparence qu'on peut encore le voir aujourd'hui. Les murailles sont, entre autres choses, renforcées par l'intérieur. 
Autrefois siège d’un bailliage, le château fort, dont la dernière phase de construction remonte au début du XIVe siècle, a été détruit sur ordre de Henri II de France en juillet 1554 par le Duc de Bourgogne, François Ier de Nevers. Ayant déjà rasé la ville de Dinant au mois de mai 1554, les habitants du château avaient fuis vers Namur pour chercher la protection de Charles Quint. Il y a donc fort à parier que le Duc n'ait rencontré aucune résistance. 
Ayant perdu tout intérêt stratégique, le château ne fut jamais reconstruit après la destruction de 1554. Il fut longtemps laissé à l'abandon au gré des vents et autres corbeaux jusqu'à ce qu'une association le repris en main au XXe siècle. Le château est propriété de la famille del Marmol depuis 1865.  

### LeXXesiècle
Aujourd'hui, le site se visite presque toute l'année et des activités culturelles, pédagogiques et événementielles s'y déroulent fréquemment. 
Le château de Montaigne dispose d’un site internet. 

## Galerie

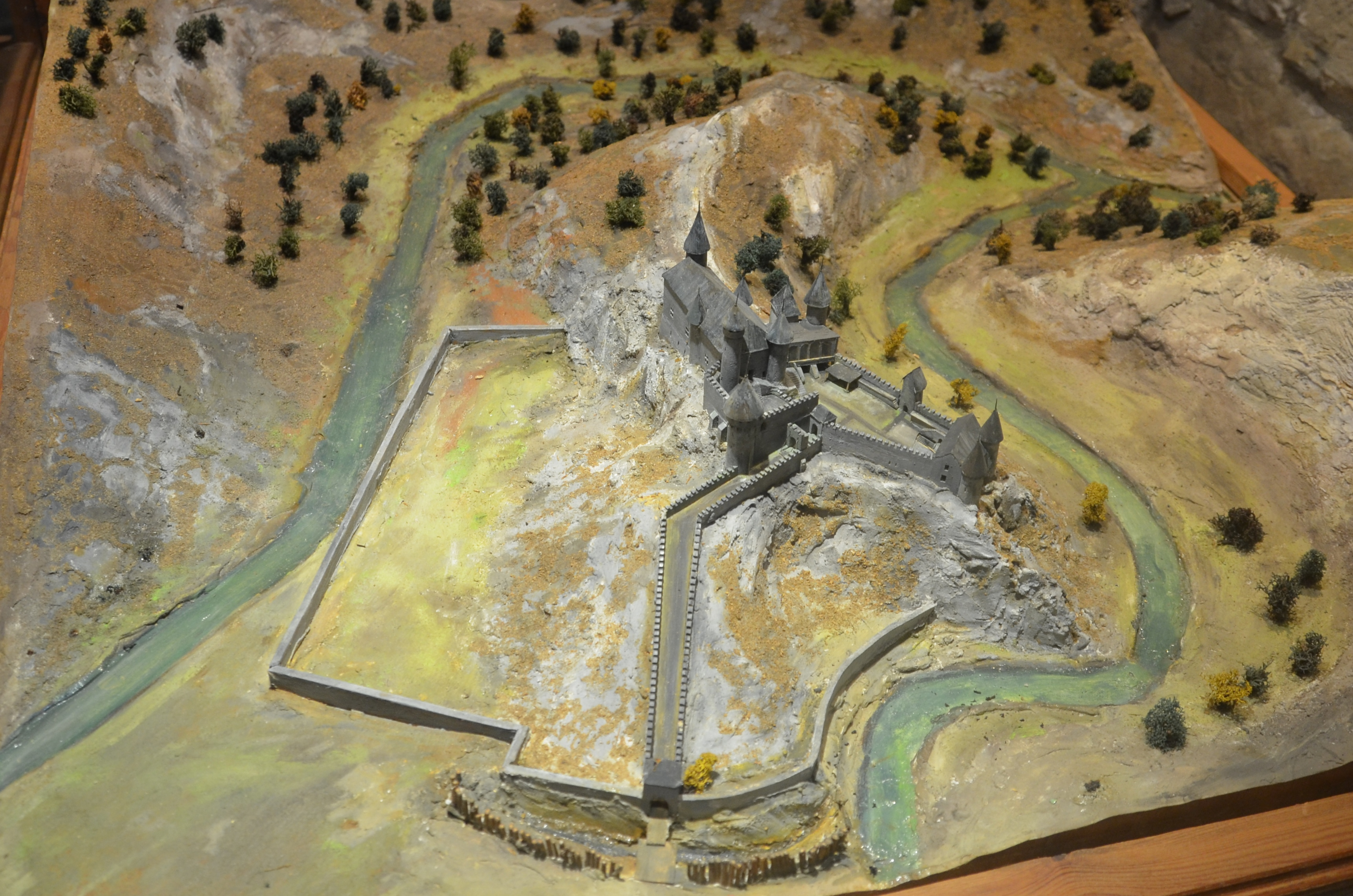
Modèle réduit du château vu depuis le sud-est.
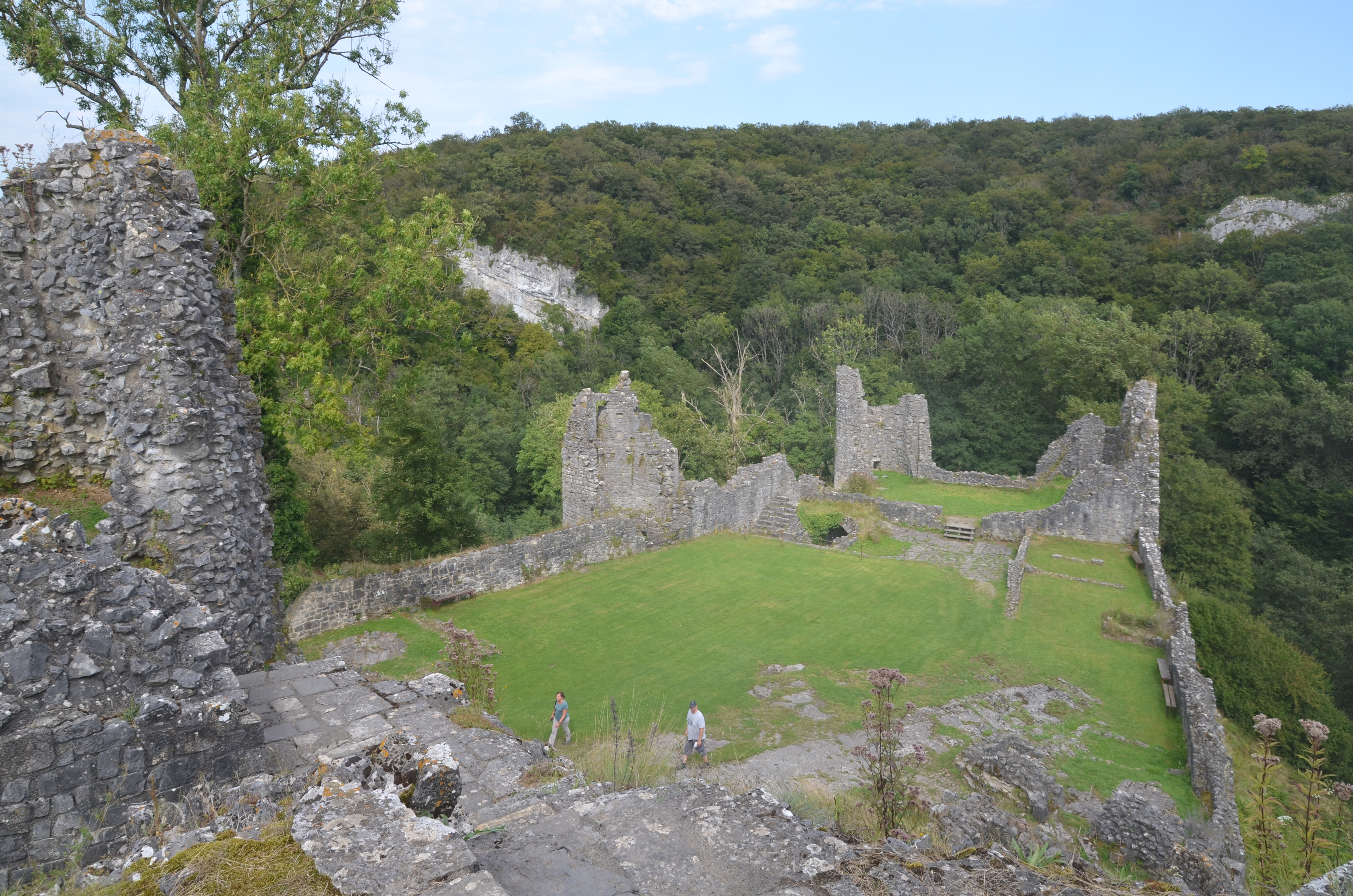
Haute-cour vue depuis l'entrée de l'habitation.
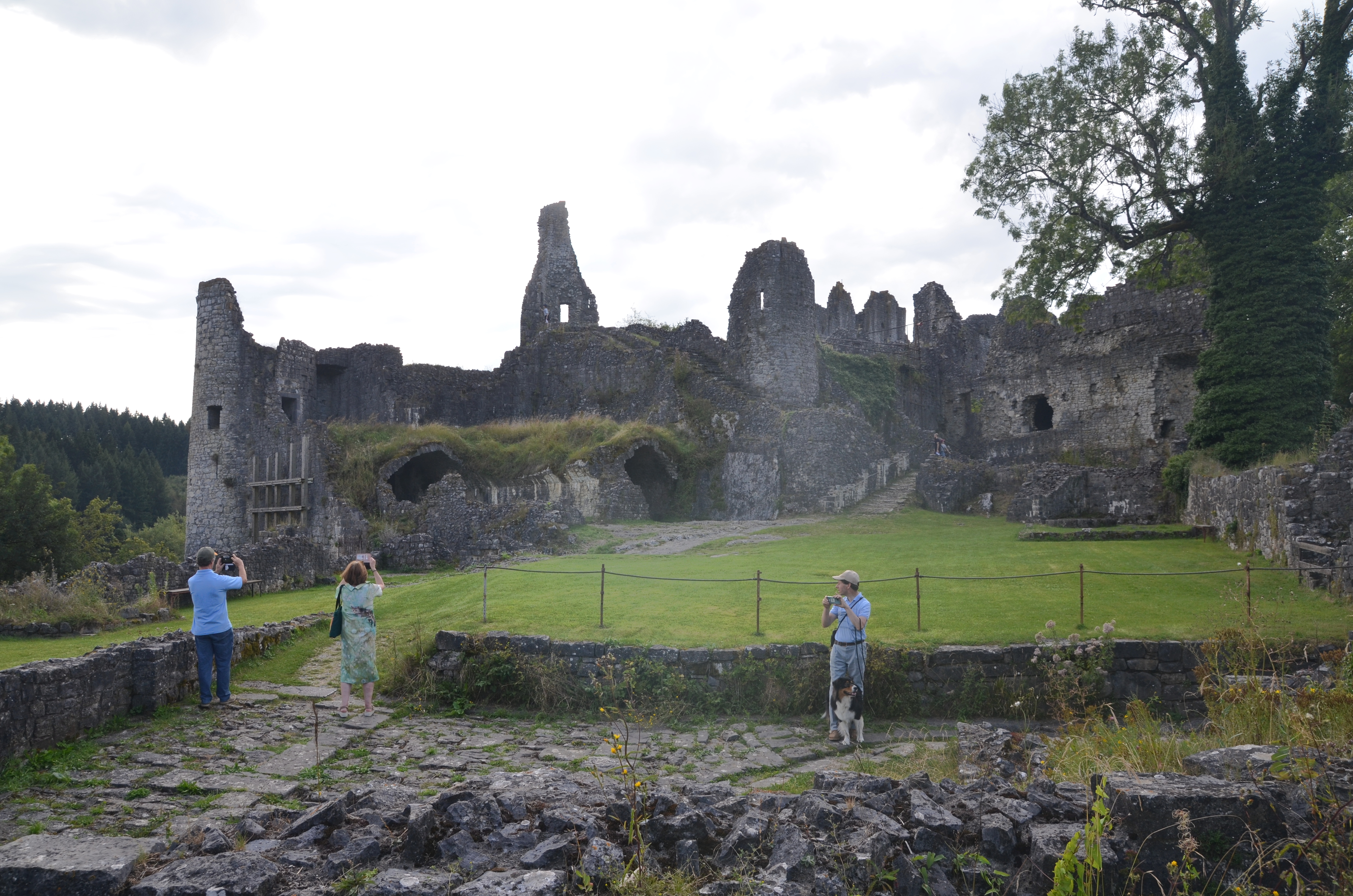
Haute-cour et bâtiment principal vus depuis l'est.
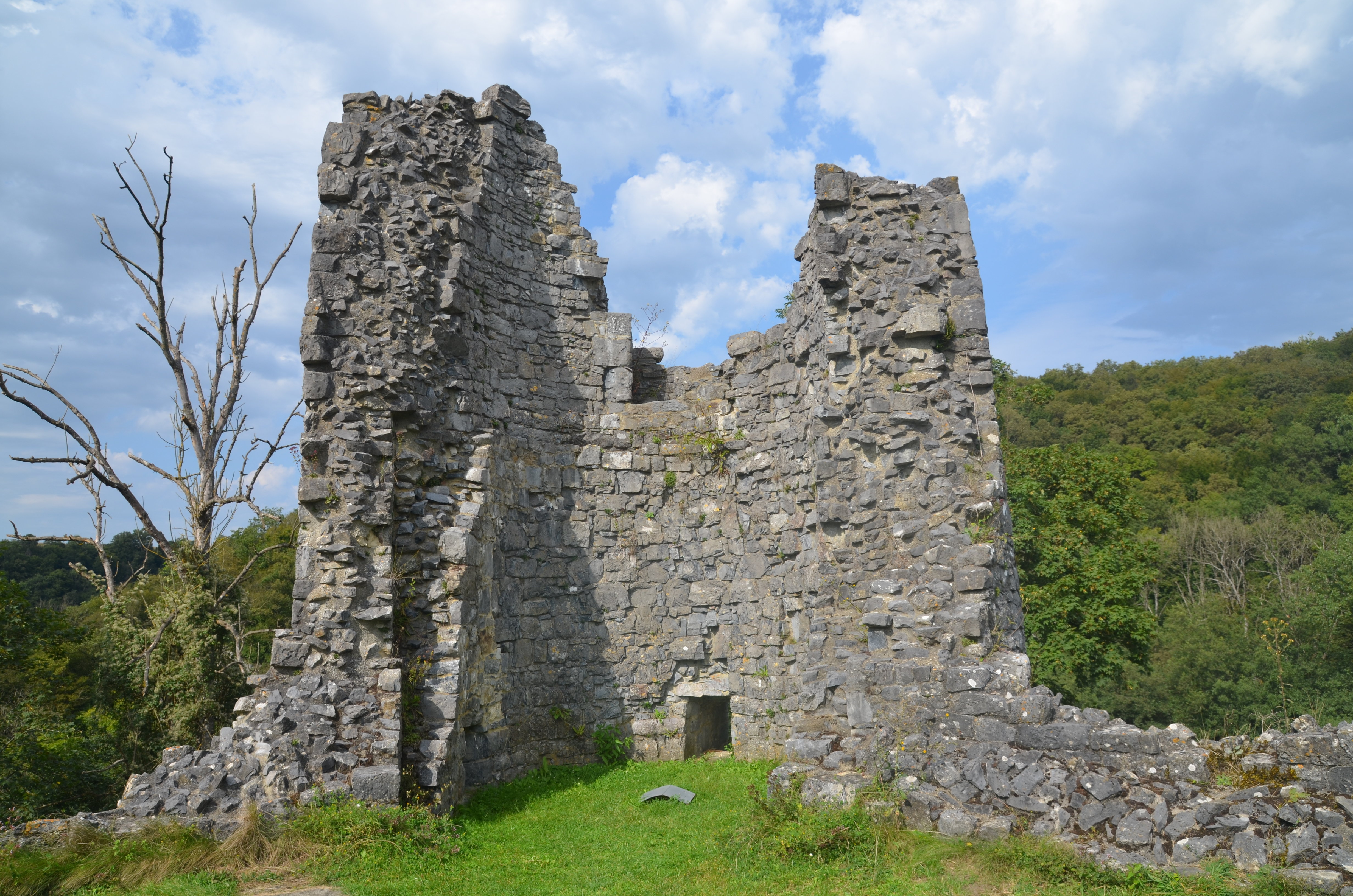
Tour d'angle nord-est avec un épaississement à l'intérieur du mur pour supporter le rehaussement de l'édifice.